# Khotang (distrito)
Khotang é um distrito da zona de Sagarmatha, no Nepal.